# Nicholl Head
Das Nicholl Head (spanisch Punta Nicholl) ist ein wuchtiger Ausläufer eines Bergrückens an der Fallières-Küste des Grahamlands auf der Antarktische Halbinsel. Die Landspitze liegt am südlichen Ende der Da-Forno-Halbinsel und trennt am Dogs-Leg-Fjord die Einfahrten vom Dogs-Leg-Fjord im Norden von derjenigen zur Square Bay im Süden.
Eine erste Vermessung nahmen Teilnehmer der British Graham Land Expedition (1934–1937) unter der Leitung des australischen Polarforschers John Rymill im Jahr 1935 vor, der eine weitere durch den Falkland Islands Dependencies Survey (FIDS) im Jahr 1948 folgte. Benannt ist das Kliff nach Timothy M. Nicholl (1927–2010), Leiter der Basisstation des FIDS auf den Argentinischen Inseln in den Jahren 1948 und 1949.